# Shiva Nazar Ahari
Shiva Nazar Ahari (en persa: شیوا نظر آهاری) (nacida el 10 de junio de 1984) es una activista de los derechos humanos y periodista iraní, miembro fundador del Comité de Reporteros por los Derechos Humanos. Ha sido encarcelada en varias ocasiones por el gobierno iraní.

## Biografía
Fue encarcelada el 14 de junio de 2009 y permaneció en la prisión de Evin hasta el 23 de septiembre del mismo año, cuando fue puesta en libertad bajo el equivalente a una fianza de 200.000 dólares. Estuvo en régimen de aislamiento durante 33 días. El 21 de diciembre de 2009 fue arrestada una vez más junto con varios activistas que se dirigían a la ciudad de Qom para asistir al funeral del Gran Ayatolá Hossein Ali Montazeri.
Se celebró audiencia el 4 de septiembre de 2010 en la 26ª sala del Tribunal Revolucionario Islámico de la provincia de Teherán, con cargos que incluían "intentos de desestabilizar el gobierno islámico", "reunión con intención de conspirar contra el gobierno islámico", "perturbar el orden público" y "declarar la guerra a Dios". Desde su detención, el procedimiento judicial ha sido objeto de fuertes críticas internacionales, ya que se alega que fue una medida ilegal adoptada por la República Islámica de Irán para reprimir aún más los derechos de la disidencia y la libertad de expresión en el país, y se ha pedido su liberación inmediata.
Tras 266 días de prisión, fue puesta en libertad el 12 de septiembre de 2010 con una fianza de 5.000 millones de riales iraníes (equivalente a más de 500.000 dólares estadounidenses).
Por citación judicial, Shiva Nazar Ahari se presentó en Evin el 8 de septiembre de 2012 para cumplir una sentencia de 4 años de prisión. Varias organizaciones exigieron su liberación inmediata, como Reporteros sin Fronteras y la Asociación Mundial de Escritores PEN. En 2019 se trasladó a Eslovenia en calidad de refugiada, como parte del programa International Cities of Refuge Network.
El 13 de marzo de 2011 se anunció que Shiva fue la ganadora del Premio Theodor Haecker por su "valiente investigación sobre las violaciones de los derechos humanos". El premio lleva el nombre de Theodor Haecker, filósofo, escritor y crítico cultural antinazi.